# Каринский собор
Кари́нский собо́р (арм. Կարնո ժողով) — поместный собор Армянской апостольской церкви, состоявшийся в Карине в 633 году. Собор был созван для восстановления единства между Армянской и Греческой церквями. Несмотря на положительное решение о восстановлении общения, «Каринская уния» успеха не имела.

## Исторический очерк
В первой половине VII века византийский император Ираклий I стремился к объединению с нехалкидонитами. После совместной победы византийско-армянских войск над персами, Ираклий направил армянскому католикосу Езру I Паражнакертци послание. Католикос Езр отправился в Карин для встречи (которая произошла либо в 630, либо в 632 году) с Ираклием. В ходе переговоров католикоса и императора, стороны пришли к согласию и причастились из одной чаши.
По инициативе Ираклия около 633 года в Карине был созван собор Армянской церкви в котором участвовало 193 армянских и греческих епископа. Как утверждает исследователь В. А. Арутюнова-Фиданян монофелитство, используемое Ираклием для объединения с другими антихалкидонскими сообществами, на Каринском соборе не обсуждалось, поскольку в Армянской церкви отсутствовало учение о «единой воле Христа» в отличие от севириан. Магакия (Орманян) считал, что формула согласия полностью соответствовала вероучению Армянской церкви и не упоминала Халкидонский собор. Каринский собор оставил в Армянской церкви «монофизитское» добавление «Распятый за нас» к Трисвятому, однако ввёл греческую практику смешивания вина с водой в Евхаристии. После восстановления единства, в Армянской церкви получило распространение движение против вероучительного единства с греками, возглавляемое вардапетом Ованнесом, который обвинил Езра в получении взятки от Ираклия.
На протяжении VII века византийско-армянские церковные контакты были регулярными. Однако несмотря на это, тенденции к единству не получили дальнейшего развития, а арабское завоевание привело к прекращению контактов между Армянской и Византийской церквями.

## Значение и оценки собора
Армянские источники по-разному оценивают Каринский собор. Традиционные армянские историки (Себеос, Ованес Драсханакертци, Асохик) оценивают единение с Константинопольской церковью как решение, навязанное всей церкви католикосом Езром. Армянские халкидонские источники («Повествование» католикоса Арсена, «Послание» Псевдо-Фотия) описывают Каринский собор как результат национального единения. Официальный сайт Армянской апостольской церкви так оценивает Каринский собор 633 года:
На самом деле исповедание веры, под которым подписался католикос Езр, было скорее политическим принуждением, чем религиозным убеждением.
Магакия (Орманян) писал, что Каринская уния католикоса Езра вызвала негодование клириков и мирян Армянской церкви до такой степени, что «на протяжении веков, <…> 
имя его и поныне стоит в списке патриархов с опрокинутой начальной буквой».